# Thomas Bickel
Thomas Bickel (n. 6 octombrie 1963, Aarberg⁠(d), Berna, Elveția) este un fost fotbalist elvețian.
Între 1986 și 1995, Bickel a jucat 52 de meciuri și a marcat 5 goluri pentru echipa națională a Elveției. Bickel a jucat pentru naționala Elveției la Campionatul Mondial din 1994.

## Statistici
| Elveția | Elveția | Elveția |
| An      | Meciuri | Goluri  |
| ------- | ------- | ------- |
| 1986    | 5       | 1       |
| 1987    | 6       | 0       |
| 1988    | 5       | 0       |
| 1989    | 1       | 0       |
| 1990    | 4       | 1       |
| 1991    | 7       | 0       |
| 1992    | 5       | 1       |
| 1993    | 3       | 0       |
| 1994    | 11      | 2       |
| 1995    | 5       | 0       |
| Total   | 52      | 5       |